# Museo della terracotta
Il Museo della Terracotta si trova in via Valgelata 10 a Petroio, frazione di Trequanda.
Ospitato nel palazzo Pretorio, ristrutturato per l'occasione, è un museo etnografico compreso nel circuito dei musei senesi, contenente raccolte di un patrimonio molto importante per la sua comunità: antichi reperti lavorati in terracotta, documentazioni sui tradizionali metodi di lavorazione del materiale, collegamento tra passato e presente con illustrazioni dei nuovi cambiamenti tecnici con i loro nuovi sbocchi creativi.
All'interno è stato ritagliato uno spazio anche per mostre contemporanee attinenti al museo.